# Nicolaus infirmadentatus
Nicolaus infirmadentatus är en insektsart som beskrevs av Stiller 1998. Nicolaus infirmadentatus ingår i släktet Nicolaus och familjen dvärgstritar. Inga underarter finns listade i Catalogue of Life.